# كتابات بهاء الله
كتابات بهاء الله هي مجموعة النصوص التي كتبها أو رواها بهاء الله، والتي تعتبر بمثابة الكتب المقدسة في الدين البهائي. كان بهاء الله مؤسس الدين البهائي، وُلد في بلاد فارس ثم نُفي لوحقًا لكونه من أتباع الباب، الذي أعلن نفسه في عام 1844 أنه مظهر من مظاهر الله وسابق "من سيظهره الله ". أعلن بهاء الله لأول مرة عن ادعائه بأنه مظهر من مظاهر الله في عام 1863 وقضى بقية حياته سجينًا في الإمبراطورية العثمانية، ونفي أولاً إلى بغداد، ثم إلى إسطنبول، ثم أدرنة، حيث بدأ في إعلان مهمته، وأخيرًا إلى عكا. وتدور تعاليمه حول مبادئ الوحدة والتجديد الديني، بدءًا من التقدم الأخلاقي والروحي وحتى الحكم العالمي.

## ملخص
تمت كتابة كتابات بهاء الله، والتي يشار إليها أيضًا باسم الألواح، على مدى فترة أربعين عامًا بدأت قبل إعلانه عن مهمته في عام 1863. يوجد حاليًا في المركز البهائي العالمي في حيفا، إسرائيل، ما يقرب من 20 ألف عمل منفصل يبلغ مجموع كلماتها حوالي سبعة ملايين كلمة، ومعظمها نسخ محفوظة وموثقة. تشكل كتاباته مجموعة ضخمة من الأعمال، حيث أن حوالي ثلثيها باللغة العربية والباقي إما باللغة الفارسية أو مزيج من المقاطع العربية والفارسية. وتشمل هذه الرسائل؛ والمراسلات مع الأفراد؛ والتعليقات على مقاطع من الكتاب المقدس، والقرآن، والحديث الإسلامي، والشعراء الصوفيين، والمؤرخين والفلاسفة؛ والآلاف من الصلوات، بعضها عبارة عن ألواح مستقلة والبعض الآخر جزء من ألواح أكبر. كانت أغلبية كتاباته تُملى على ميرزا آقا جان، كاتب وحيه؛ وقد وصف شهود العيان تجربة مشاهدة وحي كلمات بهاء الله بأنها كانت ساحقة، وقالوا إن بهاء الله كان يتحدث بسرعة كبيرة لدرجة أن ميرزا آقا جان كان يجد صعوبة في بعض الأحيان في مواكبة الحديث. في بعض الأحيان كان بهاء الله ينطق بأكثر من ألف آية في أقل من ساعة دون أي تفكير واضح، وفي بعض الأحيان خلال السنوات الأولى استمر هذا على مدى فترات طويلة استمرت ليلاً ونهاراً، وغالبًا ما كانت تنطوي على تجارب رؤيوية. من أجل نسخ كل ما قاله بهاءالله في هذه الأوقات، طور ميرزا آقا جان أسلوبه الخاص في الكتابة السريعة. وبعد ذلك، تم إعداد نسخة واضحة، تشكل أساسًا لنسخة رسمية يتم تقديمها للمتلقي. عندما تم تخصيص النصوص لأفراد في بلاد فارس، كانت تُرسل في كثير من الأحيان إلى ناسخ مرتبط ببعضها البعض في وثيقة واحدة، ثم يتم إعادة نسخها كعناصر منفصلة. لا شك أن وفرة النصوص المنسوخة يدوياً تفسر حقيقة أن كتابات بهاءالله، سواء في الأصل أو في النسخ الموثوقة، قد نجت للأجيال القادمة.

### محتوى
الموضوع الأساسي الذي يدور حوله كتابات بهاء الله هو مبدأ الوحدة في التنوع: إله واحد في جذر المفاهيم المختلفة للإله، ووحدة الأنبياء على الرغم من الاختلافات الواضحة في رسائلهم، ووحدة الدين على الرغم من المعتقدات المتناقضة ظاهريًا، ووحدة البشرية التي عانت إلى الأبد ولا تزال تعاني من الصراعات بين القبائل والفصائل الدينية والأمم.
تتكون غالبية كتابات بهاء الله من ردود قصيرة نسبيًا على مراسلات من أتباعه، الذين عاشوا في الفترة المبكرة من خدمته بشكل أساسي ضمن الحدود الإسلامية الشيعية. ومع انتشار أخبار الحركة البهائية، ونتيجة لنفي بهاء الله عدة مرات - والتي شملت بغداد في العراق قبل أن يتم نقله إلى إسطنبول، وأدرنة، وأخيرًا مدينة السجن عكا في فلسطين - اتسع نطاق المراسلات لتشمل أعضاء الأقليات الإسلامية والجماعات الصوفية، واليهود، والزرادشتيين، والمسيحيين، بما في ذلك البابا بيوس التاسع، والعديد من رؤساء أوروبا، بالإضافة إلى المراسلين في آسيا الوسطى والهند، والحكام الدينيين والعلمانيين للإمبراطوريتين الفارسية والعثمانية، وقادة الدول المختلفة في أمريكا الشمالية.

### تاريخ
يعود تاريخ إحدى أولى ألواح بهاء الله المعروفة إلى عام 1852، في وقت سجنه في سجن سياه شال في طهران بعد اتهامات كاذبة ضده فيما يتعلق بمحاولة اغتيال الشاه الفاشلة. تحمل هذه القصيدة عنوان "رش-اي-'اما" [سحب العوالم العليا]، وهي قصيدة مكونة من عشرين بيتًا مكتوبة باللغة الفارسية، وهي من بين القصائد القليلة التي كتبها قبل نفيه من بلاد فارس إلى بغداد.
نفي بهاء الله لأول مرة إلى بغداد في عام 1853، برفقة عائلته ورفاقه المقربين. بعد محاولة اغتيال الشاه، فر الأخ غير الشقيق لبهاء الله، أزال ميرزا يحيى، إلى الجبال والغابات في شمال بلاد فارس خوفًا على حياته، ثم تنكر لوحقًا وانضم إلى بهاء الله في بغداد.
يمكن تقسيم كتابات بهاءالله منذ ذلك الوقت فصاعدًا إلى ثلاث فترات. وقد أشار شوقي أفندي إلى هذه الفترات باسم السنوات الربيعية، والتي تغطي فترة المنفى إلى بغداد؛ والصيف، والتي تشمل المنفى في إسطنبول وأدرنة؛ وموسم الحصاد، والذي يغطي فترة منفى بهاء الله في عكا. وتقع كتابات بهاءالله أيضًا في ثلاث فئات: الأولى بعد إعلان رسالته في أدرنة؛ والثانية تتضمن القوانين والأحكام، والتي تم إدراج معظمها بالفعل في كتاب الأقدس ("الكتاب الأقدس")؛ والثالثة تتضمن كتابات تؤكد أو تعيد تأكيد المعتقدات والمبادئ الأساسية لإيمانه.

## 1853–1863 بغداد
كان وصول بهاء الله إلى بغداد في أوائل أبريل 1853 بمثابة نقطة تحول في حركة البابيين، والتي انهارت تقريبًا في جميع النواحي والأغراض، وبسبب شخصيته المنفتحة والمتسلطة، سرعان ما اعترف البابيون بهاء الله باعتباره زعيمًا دينيًا في حد ذاته. تضمنت نصوص بهاء الله خلال عامه الأول من المنفى في بغداد، والتي يُذكر اثنان منها أدناه، الترويج لقضية الباب، وإشارات غامضة إلى ادعائه النبوي، والاعتراف بأزل، أخيه غير الشقيق، كرئيس اسمي للجماعة البابية. تتضمن النصوص من هذه الفترة ما يلي:
- "خطبة السلام[1]، تشيد بقضية الباب، وتحث أتباعه على البحث عن "وجه النور" وتوجيه أنظارهم نحوه".
- لوح كل الطعام[9]، وهو تفسير رمزي عربي للآية القرآنية "وكان الطعام حلاً لبني إسرائيل" [القرآن 3:93]

وعندما وجد بهاء الله المجتمع البابي في العراق في حالة من الفوضى، بدأ في تشجيع المؤمنين وإعادة توحيدهم، وقد تسببت شعبيته والوحترام الذي حظي به في تصاعد التوتر والانقسام بسبب استياء أزل، والذي تجلى في نشر الشائعات حول شخصية بهاء الله ودوافعه. وهكذا، في 10 أبريل 1854، غادر بهاء الله بغداد إلى السليمانية، في جبال كردستان، وكان سببه "أن يتجنب أن يصبح موضوعًا للشقاق بين المؤمنين، أو مصدر إزعاج لأصحابنا، أو وسيلة لإيذاء أي روح، أو سببًا لحزن أي قلب". خلال انسحاب بهاء الله لمدة عامين إلى السليمانية، أصبح على دراية بطبيعة مهمته، والتي عبر عنها من خلال القصائد والصلوات والتأملات، والتي نجا القليل منها، بما في ذلك:
- قصيده العز الورقائيه[12] [قصيدة الحمامة]، وهي تمثيل رمزي للتأمل الداخلي لحضرة بهاءالله وهو يتواصل مع الروح القدس الساكن في داخله والذي يتحدث من خلاله.
- ساقي الغيب من الأبد[1]، قصيدة قصيرة تتناول سره المسيحاني، وتدعو إلى طهارة القلب والتفاني في الحب والتضحية كشرط أساسي للرحلة الروحية.
- باز أف بيدي جامع[1] [عند الفجر جاء الصديق إلى سريري]، قصيدة قصيرة تركز على الوحتفال بالحب الإلهي والدعوة إلى الحياة الخالدة المقدمة في خدمة الله.

عند عودته من جبال كردستان في عام 1856، شرع بهاء الله في العمل على إعادة توحيد المجتمع البابي المحبط والمنقسم، وركزت كتاباته على تقديم فهم أعمق لدين البابيين الجديد، وفي هذه العملية استقطب عددًا متزايدًا من التلاميذ المخلصين. كان مفتاح إحياء بهاء الله للجماعة البابية ومكانته كزعيم هو كتاباته، وأسلوبه المتنوع بما في ذلك اللغة الغامضة كما يستخدمها العديد من البابيين، والشعر الديني الواضح والحاسم، والنثر المباشر المتماسك. كان عدد كبير من كتاباته عبارة عن رسائل موجهة إلى أفراد، وكانت تضمن توزيعًا واسع النطاق من قبل النساخ. في حين أن الكثير من إنتاجه أوضح عناصر جديدة فيما يتعلق بالتقاليد البابية، كان الموضوع الرئيسي خلال هذه الفترة هو وعي بهاء الله بالوجود الإلهي، والذي أصبح على دراية بأهميته لأول مرة خلال الأشهر الأربعة التي قضاها في سجن سياه شال في طهران. ومن الجدير بالملوحظة بشكل خاص في هذه الكتابات هو الفهم البابي البهائي لرسل الله، المشار إليهم باسم مظاهر الله، حيث أكد بهاء الله على وحدتهم الأساسية واستمرارية الوحي الإلهي. يُظهِر عدد من كتابات بهاء الله من هذه الفترة معرفة بأجزاء من الكتاب المقدس، والتي كانت نادرة للغاية في كتابات المسلمين في القرن التاسع عشر، إلى جانب دفاعه عن اليهود والمسيحيين من ادعاء المسلمين بأنهم قد غيروا الكتب المقدسة الإسلامية زوراً. وتشمل كتابات هذه الفترة ما يلي:
- الكلمات المكنونة،[14] خلافًا لغالبية أعمال بهاء الله، لم يكن هذا الكتاب موجهًا لشخص معين. وهو يتألف من مجموعتين، واحدة بالعربية وأخرى بالفارسية، من الأمثال الصوفية والأخلاقية. التي أعلن بهاء الله أنها نزلت من العالم الإلهي، مُكملةً بذلك وحي رسل الله السابقين.
- كتاب الوديان السبعة،[14] كُتب للشيخ محي الدين، قاضي الطريقة الخانقينية الصوفية، ويتبع كتاب هفت فادِي هيكل منطق الطير ، النص الصوفي الكلاسيكي لفريد الدين العطار، ويصف سبع مراحل على طول الطريق نحو التنوير الروحي.
- كتاب اليقين[15] كُتب ردًا على أسئلة أحد أعمام الباب، الحاج ميرزا سيد محمد، وهو تفسيرٌ للكتاب المقدس والقرآن الكريم يُحدد المفهوم البهائي للوحي التدريجي من خلال سلسلة من المظاهر.
- ألواح بهاء الله النازلة بعد الكتاب الأقدس،[1] مجموعة من الحكم الأخلاقية تتضمن جوهر الإيمان والحكمة والدين والمحبة والثروة، وتتمحور حول الإيمان بالله والخضوع له.
- * كتاب الوديان الأربعة،[15] موجه إلى زعيم الصوفية القادرية الكردية الشيخ عبد الرحمن طبباني من كركوك، رسالة صوفية تصف أربعة طرق إلى الله، وهي الذات والعقل والحب والقلب.

- الحروف السامية،[16] تأملات في الموت والنفس البشرية.
- جواهر الأسرار الإلهية،[15] كُتب ردًا على أسئلة السيد يوسف سيدي أصفهاني، أحد زعماء الشيعة في النجف، يتناول مسألة كيفية تجسيد موعود الإسلام، الباب، كإنسان عادي، ويفسر معتقدات قرآنية مثل القيامة ويوم القيامة.

- لوح مريم[1] [لوح إلى مريم]، موجه إلى أحد أبناء عمومة بهاء الله الذي وصف له أحداثًا، بما في ذلك نفيه إلى بغداد، وانسحابه إلى السليمانية، وجهوده لتجديد شباب جماعة البابيين المحبطة عند عودته. كما يتطرق إلى طبيعة مقامه التي لم تُكشف بعد، والتي يعتمد الاعتراف بها على نقاء القلب، ويعلن انسحابه من الجماعة.

- مدينة الرضا،[17] [لوح الاختبار] مكتوب للأميرة شمس جيهان، حفيدة فتح علي شاه، صديق قرة العين القزوينية.
- مدينة التوحيد،[17] موجهة إلى الشيخ سلمان، الذي حمل رسائل حضرة بهاء الله إلى أتباعه في بلاد فارس لمدة أربعين عامًا، تُشكل هذه اللوحة نقاشًا لاهوتيًا حول مفهوم الوحدة الإلهية من وجهات نظر مختلفة.
- صحيفة النهر، تُركز على قوة وسيادة أمر الله، وتُقارن تقدمها بحركة نهر دجلة.
- صحيفة النهر، تُركز على قوة وسيادة أمر الله، وتُقارن تقدمه بحركة نهر دجلة. * سورة النُّشُورَة، تصفُ رفضَ الناسِ ورجالِ الدينِ لأنبياءِ اللهِ السابقينَ في ذلكَ الوقتِ، وتحثُّ الناسَ اليومَ على عدمِ رفضِ "مَنْ يُظهِرُهُ اللهُ" عندَ ظهورِه.
- تفسيرُ هو [شرحُ "هو"]، شرحٌ لأسماءِ اللهِ وصفاتِه.[17]
- تفسيرُ الحروفِ المقطعة[18] [شرحُ الحروفِ المنفصلة]، شرحٌ لآيةٍ من القرآنِ [24-35] تُعرفُ بآيةِ النور.
- لوح حريّة [لوح العذراء]، حوار بين حضرة بهاءالله، يكتب باعتباره المظهر الإلهي الأسمى وخادمة السماء، من أجل شرح غرض الوحي الإلهي.

إن الكتابات التالية من السنوات الأخيرة لحضرة بهاء الله في بغداد تصور رؤى سعيدة وتتنبأ بإعلانه في إبريل 1863 والذي من شأنه أن يجلب له ولأتباعه المزيد من المعاناة:
- أز-باغ-إي-إلاهي[19] [من الحديقة الإلهية]، قصيدة في التعظيم لظهور الباب ومجيء يوم الله.
- هللويا يا بشرى[19] قصيدة غنائية احتفالاً بنزول العذراء من السماء.
- حور عجائب[1]، مكتوبة بلغة نشوانية تعلن عن ظهور العذراء السماوية، ورفض أهل العالم لإعلانها، وحزنها عند عودتها إلى مسكنها.
- لوح عاشق ومعشوق[1]، موجه إلى "بلبل الله"، ويعلن عن ازدهار زهرة جديدة في "حديقة الورود ذات الروعة الدائمة".
- لوح غلام الخلد[1]، مكتوب بلغة باطنية ويصف ظهور بهاءالله كالشاب الخالد، ويقارن جماله بجمال يوسف، ويكشف عنه كخادمة السماء، ويدعو عشاقه إليه.
- لوح الحورية[1] [لوح العذراء الإلهية]، يروي لقاءه مع العذراء السماوية، التي توفيت حزينة عندما علمت بمعاناته الشديدة.
- شيكار-شيكان-شاوند[1] [بحلاوة أعظم]، مكتوب بلغة شعرية، يتنبأ بالمعارضة ويشيد بتفاني أحباء الله على الرغم من الاضطهاد.
- سبحان ربي الأعلى[1]، يحتفل بتجديد العالم الصوفي من خلال رؤية خادمة السماء، وينذر باختبارات المستقبل.
- لوح ملوح القدس[1]، الذي يروي نسختين من نص صوفي يتضمن إطلاق سفينة بهاءالله القرمزية، والتي سيتم نفي بعض الناس منها لرغبتهم في الارتفاع فوق ما قدره الله لهم.
- لوح بلبل الفراق[1]، يعلن فيه رحيله من بغداد بحزن، ويوبخ من لم يعرفه.
- سورة الصبر[1]، كتبها عند مغادرته بغداد في اليوم الأول من شهر الرضوان، وفيها مدح للمؤمنين الذين شاركوا في ثورة نيريز سنة 1850.
- حور عجائب[20] [لوح العذراء العجيبة]، قصيدة نشوانية تعلن نزول العذراء السماوية.

بعد عودته من السليمانية، سرعان ما اعترف البابيون أنفسهم، وكذلك السلطات العثمانية والإيرانية، بمكانة بهاء الله باعتباره الزعيم الأول للبابيين، مع احترام متزايد من عامة السكان. وخوفًا من أن يؤدي نفوذه إلى إعادة إشعال النشاط البابي في إيران، طلبت الحكومة الإيرانية من العثمانيين إعادته، الأمر الذي رفضوه، ودعوه بدلاً من ذلك إلى إسطنبول.
في الثاني والعشرين من أبريل سنة 1863، أي قبل اثني عشر يومًا من مغادرته بغداد، انتقل بهاء الله إلى حديقة بجانب نهر دجلة، وأطلق عليها اسم حديقة الرضوان، وأعلن لبعض أقرب أتباعه أنه "هو الذي يظهره الله" الذي وعد به سلفه الباب. كانت هذه لحظة حاسمة في ظهور الدين البهائي من البابية كخليفة لها. في الثالث من مايو، بدأ بهاء الله رحلته إلى إسطنبول [القسطنطينية] برفقة أفراد عائلته وأتباعه وخدمه، حيث بقي هناك لمدة أربعة أشهر قبل أن تصدر الأوامر بنقله إلى أدرنة [أدرنة].

## 1863–1868، المنفيون في إسطنبول وأدرنة
خلال رحلته من بغداد إلى إسطنبول والأشهر الأربعة التي قضاها في المنفى هناك كتب بهاءالله:
- مثنوي مبارك[1] [الأبيات المباركة]، التي تعلن عن يوم الله والربيع الإلهي، والذي لا يمكن التعرف عليه إلا من قبل أولئك الذين لديهم عين روحية.
- لوح الهودج[1] (لوح الهودج)، الذي كتبه وهو يقترب من شمشون، على شاطئ البحر الأسود، ويعلن تحقيق ما تنبأ به سابقًا في لوح البحار المقدس.
- لوح الناقوس[1]، كتب احتفالاً بالذكرى العشرين لإعلان حضرة الباب.
- لوح عبد العزيز ووكلا[23] [لوح إلى السلطان]، كتب ردًا على مرسوم من السلطان، يقضي بنفي بهاء الله وعائلته وأتباعه إلى أدرنة. لقد ضاع الأصل، وتم دمج المحتويات في Súriy-i-Mulúk[1] [لوح الملوك][24]

### الفترة الأولى في أدرنة، ديسمبر 1863 – مارس 1866
بحلول الوقت الذي وصل فيه بهاء الله إلى أدرنة، كان الوضع المتعلق بأخيه غير الشقيق، أزال، قد وصل إلى ذروته بعد أكثر من عشر سنوات من النزاع على زعامة المجتمع البابي، وبلغ ذروته في عام 1865 بمحاولة أزال لتسميم بهاء الله مما تركه مع رعشة دائمة في يده. وقد أكدت كتاباته في هذا الوقت على العلاقة بين وحيه وحي الباب وأنبياء القدماء، كما تضمنت إشارات خفية إلى روعة مجيدة قادمة. وتشمل كتابات هذه الفترة ما يلي:
- لوح أحمد العربي[1] [لوح أحمد العربي]، يعزي ويشجع على الثبات فيمن يتلقاه، ويضمن المساعدة في مواجهة الصعوبات ويؤكد مقام الباب.
- لوح أحمد الفارسي[1]، يشرح أهمية نقاء القلب كشرط أساسي للبحث الروحي، ويقارن وحيه بمحيط يسلم لآلئه بكميات تساوي حماسة البحث، ويذكر أن "هذا المحيط الذي لا يسبر غوره والمتلاطم قريب، قريب بشكل مدهش، منك".
- لوح انتالكافي[1] [دعاء الشفاء الطويل]، مكتوب بقافية مع لازمة متكررة، يناشد الله بأسمائه المختلفة، من أجل الشفاء.
- لوح الفتنة[1]، وهو يخبرنا عن زمن من المحنة والاختبارات القادمة تشمل كل المخلوقات والتي ستسيطر على جميع الناس بعنف.
- لوح الحق[1]، يعلن ظهور روح الحق التي يلتف حولها جميع أنبياء القدماء، ويوبخ البابيين على رفضهم بهاء الله.
- لوح النقطة[1] يبين الفرق بين كل ما نزل من الأزل إلى الأزل كما يبين الفرق بين الكلمات والحروف.
- "لوح القناع[1]، يدحض ادعاءات زعيم المدرسة الشيخية بوجود أخطاء نحوية في كتابات الباب، ويعلن أن الوحي الإلهي لا يرتبط بقواعد من صنع الإنسان من خلال تقديم أمثلة من القرآن الكريم، ويتحداه بادعاء بهاء الله النبوي.
- لوح السائح[1]، يعلن ادعاء بهاء الله المسيحاني ويدعو البابيين إلى قبوله؛ ويحكي عن رحلة صوفية إلى أشخاص على الرغم من تقواهم الخارجية إلا أنهم كانوا محجوبين عن إدراك الحقيقة، ويتنبأ بنفيه المستقبلي إلى عكا.
- لوح التوحيد[1]، وهو خطاب عن سلطان الله، الذي تنتشر علاماته في كل الخليقة؛ إله لا يمكن معرفته إلا من خلال تجلياته، والذي يدعو الناس من عصر إلى عصر إلى الاقتراب من قضيته كما لو كانوا صديقًا.
- سورة الأصحاب[1]، معلنة نبوته لبعض النفوس المتقبلة، ومبينة أنه لو أنزل على البشرية قدر أصغر من سم الإبرة لسقطت كل جبال الأرض.
- سورة العباد[1]، التي يؤكد فيها ادعائه النبوي بما يتماشى مع الوحي السابق، ويصف رحلته من بغداد إلى أدرنة، ويقدم تعليمات صريحة لعدد من الأتباع المذكورين.
- سورة الدم[1]، التي تنص على وحدة الأنبياء مع التركيز على رؤية كلمات من الإمام الحسين وهو يحتضر.
- سورة القادر، مع التركيز على قوة الروح التي تنطلق إلى العالم من أجل المؤمنين.

### الفترة الوسطى في أدرنة، مارس 1866 – سبتمبر 1867
بعد محاولة التسميم، خاطب بهاء الله أزل رسميًا في سورة الأمر، حيث أعلن نفسه بأنه "من يظهره الله"، بينما أشار لأول مرة إلى أتباعه باعتبارهم "شعب البهاء". في مارس 1866 تقاعد بهاء الله إلى منزل أحد البابيين، ومن هناك أصدر تعليماته للبابيين بالاختيار بينه وبين أزل، وبحلول نهاية فترة الشهرين هذه المعروفة باسم "الانفصال الأعظم"، كان غالبية البابيين قد حددوا أنفسهم كبهائيين. في سبتمبر 1867، تحدى أزال بهاء الله للمباهلة من أجل السماح لله بالحكم بين الفصيلين، وعلى الرغم من موافقة بهاء الله، فشل أزال في حضور الاجتماع المخطط له. خلال سنوات نفيه في القسطنطينية وأدرنة، بدأ بهاء الله في كتابة سلسلة من الرسائل إلى ملوك وقادة العالم، حيث أعلن ادعائه بأنه أحدث رسول من الله. وتشمل كتابات هذه الفترة ما يلي:
- سوري عمر[1] [سورة القيادة]، إعلان كبير يقرأ بصوت عال لأزال، يوضح طبيعة منصبه [بهاؤو الله]، مكتوب جزئيا بصوته ونحوًا بصوت الله.
- سورات الله[1] [سورة الله]، حيث يعلن عن موقفه الإلهي، يحذر أتباع الباب من التآمر ضده، وبلغ عن انسحابه المؤقت من المجتمع.
- لوح الرسول[1] [لوحة للرسول]، حيث يتصل بالنبيين السابقين من خلال معاناته ويعلن نيته على الابتعاد من كل من صديق وعدو.
- سوري-هجر[1] [سورة الانفصال]، إعلان عن انسحابه من المجتمع والقلق من الظروف التي جعلت ذلك ضروريا.
- سورة الملوك[1]، موجهة إلى الملوك، قادة المسيحية، السفير الفرنسي في القسطنطينية، وزراء السلطان العثماني، والسلطان، والسفير الفارسي لدى السلطان، وشعب فارس ورجال الدين والحكمة في القسطينية، والذين نصح و / أو يندد عليهم جميعا، ويطلب منهم أن يطيعوا صوت الله.
- لوح باها[1] [لوحة البهاء]، يُحدد نفسه مع الأنبياء السابقين من بلام معاناته، يُقارن مرزا يحيا ببلعام، الذي لعن موسى، ويطلب من أتباعه دخول 'شريط الأبدية' على 'بحر الكرمسون'.
- لوح-ي-ليلاتُ القُدس[27] [لوحة الليل المقدس]، حيث يصدر بهاء الله أتباعه ليكونوا متحدين. ترجم شوغي إيفندي عدة مقاطع ووضعها في "الجزء المُتدفق".
- لوح روه[1] [لوحة الروح]، حيث يشير بهاء الله إلى مهمته، ومعارضة من البابيين الذين اتبعوا ميرزا ياهيا.
- لوح ساراج[1] [رجل إلى سراج]، نص طويل يجيب على أسئلة تتعلق بمفهوم موقف أزال بين أباب العزاليين فيما يتعلق بمطالبة بهاء الله، وإشارة إلى تصريحات من باب يعلن أنه عن طريق الابتعاد عن نور الحقيقة تصبح الفضائل عيوب.
- سوري بايان[1] [سورة النطق]، حيث يوصي المستلم بأن يكون في حالة منعاشة عن العالم عند تعليم قضية الله، وأشعل بحب الله، ودعا إلى خادمة السماء لمساعدة أولئك الذين يفعلون ذلك، وقال له أن يذهب إلى رسالة إلى بعض الأفراد والمناطق في إيران.
- سورة الحج الأولى والثانية[1] [سورة الحج]، تحدد الطقوس المطلوبة عند الحج إلى بيت الباب في شيراز وباهاء الله في بغداد. و بعد ذلك تم التصديق عليه في الكتاب العقداس
- سوري القادر[28] [سورة الكبير]، تفكير حول التأثير الشامل في العالم لسم الله "العلوي" ؛ وفي إشارة إلى معارضة أزل، تدعو البابيس والذين في السلطة إلى الاعتراف بالبهاء.
- سوري زبور[29] [سورة الكتابات]، يشرح أسباب انسحابه من المجتمع، ونتيجة لذلك أخفى واقعه وراء الحجاب، وطلب من المستلم الإعلان والدفاع عن قضيته كتابة وشخصيا، مع التأكيد على أن تأكيدات إلهية ستتبع.
- لوح -مباهيلي[1] [لوحة المواجهة]، مكتوبة في إشادة لقودس، وهو تلميذ مبكر وشهيد الباب. يعطي خلفية للظروف التي أدت إلى الفجوة التي لا يمكن إصلوحها بين بهاء الله وأزال.

### الفترة الأخيرة في أدرنة سبتمبر 1867 – أغسطس 1868
لقد ثبت أن العام الأخير لبهاء الله في أدرنة كان الأكثر إنتاجية في خدمته التي استمرت أربعين عامًا، حيث غطت كتاباته مجموعة كبيرة من الموضوعات بما في ذلك العدالة والطب والكيمياء وعلم الكون والتاريخ، فضلاً عن الخلاف مع أزل، في حين امتدت اتصالاته إلى الأفراد مثل شاه إيران ورئيس وزراء الإمبراطورية العثمانية وإمبراطور فرنسا. تتضمن كتابات هذا الوقت ما يلي:
- كتاب البديع،[30] وهو كتابٌ كُتب ردًا على أسئلة قاضي الجالية الفارسية في إسطنبول بشأن ادعاء بهاء الله خلافة الباب، وبذلك حلَّ محلَّ ميرزا يحيى كزعيمٍ للجالية. أشار القاضي إلى أن نية الباب كانت ترك إكمال البيان الفارسي "لمن يظهره الله"، وأبلغه بهاء الله أن كتاب الإيقان هو إكماله. ويُشار إلى خيانة ميرزا يحيى وتمرده، مُعارضًا ادعائه بأن الباب قد منحه منصبًا قياديًا. لوح عبد الرزاق، الذي يُركّز على بعض المفاهيم البابية الخاطئة والتساؤلات حول أصل الخلق، والروح بعد الموت، ونقص السجلات التاريخية السابقة لآدم.
- لوح أشرف،[31][1] المُوجّه إلى السيد أشرف الزنجاني، مُتضمّنًا تعليماتٍ حول ما يجب فعله عند عودته إلى إيران من زيارة حضرة بهاء الله في أدرنة، والأخبار التي يجب أن يُشاركها.
- لوح المولود، الذي كُتب تكريمًا لميلاد حضرة بهاء الله، احتفالًا بتتويج العصور والدورات الماضية بميلاد الوحي الإلهي. لوح ناصر [لوح إلى ناصر]، مؤكدًا الهداية الإلهية الدائمة والنعمة التي ما دامت البذرة في أرض خصبة، فإنها ستؤتي ثمارها.
- لوح القدس [لوح القداسة]، دعوة للاعتراف بحضرة بهاء الله، وتأكيدًا لرسالته التي تلت رسالة حضرة الباب.
- لوح سلمان الأول[32] [اللوح الأول إلى سلمان]. موجه إلى الشيخ سلمان، رسول حضرة بهاء الله [ولاحقًا، عبد البهاء]، الذي سافر آلاف الأميال سيرًا على الأقدام لمدة 40 عامًا حاملًا الرسائل ذهابًا وإيابًا بين منفيي حضرة بهاء الله والبهائيين في إيران. في اللوح، يُعرب بهاء الله عن حزنه إزاء معارضة أزل، ويؤكد أن الله غيب، ولا سبيل إلى معرفته إلا من خلال رسله، ويتناول مواضيع روحية متنوعة، منها مقارنة حالة الإيمان بحالة الكفر.
- لوح مريم، مكتوب بلغة رمزية، يشرح بيانًا غامضًا في الكيمياء يُنسب إلى النبية مريم.
- لوح الطب[34]، يُركز على الطب والشفاء.
- لوح التقى، يدعو الناس إلى دخول "السفينة القرمزية"،[33] ويرد على اعتراضات من ينكرون الآيات الإلهية، ويحذر من ينكرون "الخبر الأعظم"، كما فعل ميرزا يحيى. لوح يوسف، يتناول أهمية التجرد في فهم الحقيقة الروحية، ويشرح مصطلحات مثل "الجنة" و"البعث".
- رضوان العدل،[1] يُشيد بفضيلة العدل، ويشرح أصله وغايته، ويدعو الملوك والحكام وأهل العالم والبابيين إلى نصرة الحق.
- رضوان الإِقرار،[1] يُقارن بين حال من يعترف بالحق ومن ينكره.
- سورة العرب، يُشجع فيها أتباعه من العرب، مُذكرًا إياهم بالسنوات التي قضاها بينهم في العراق. سورة الأسماء، التي كُتبت ردًا على اعتراضات بعض البابيين على ادعائهم، راجيةً إياهم ألا يمنعهم حجب الأسماء من إدراك الحقيقة؛ تشرح أن الاختلافات الظاهرية بين الكتب المقدسة تنبع من اختلافات في قدرة البشر على الفهم.
- سورة الأحزان، التي تُركز على الأحزان التي اختبرها الباب وبهاءالله.
- سورة الذبيحة، التي تشجع القارئ على البحث في أمر الله بنفسه، وتنص على أنه على مدار العشرين عامًا الماضية، قُدِّم حضرة بهاءالله قربانًا للأشرار. سورة الذكر، التي يكتب فيها حضرة بهاء الله بصوت حضرة الباب، مُعلنًا هويته الروحية معه.
- سورة الفضل،[1] دعوةٌ للمُخاطب ليُبلغ أتباع حضرة الباب بجرأةٍ بدعوى بهاء الله.
- سورة الفتح،[1] التي يُعرب فيها عن تعبه لأحد أتباعه الأوائل المقربين من الاعتراضات المتغطرسة والأسئلة التافهة الصادرة عن غير المُلِمّين، ويذكر ارتداد المؤمنين، ويُعلن أنه يُفضّل الموت ألف موتةٍ تُعاني من الافتراء الذي كان أزل يُروج له.
- سورة الغصن[30]، التي تُعبّر عن تعبه من أجل أتباعه الأوائل المقربين من الاعتراضات المتغطرسة والأسئلة التافهة الصادرة عن غير المُلِمّين. بعد أن طُرِحَت مسألةُ خَلَفه، أشادَ بهاء اللهُ بابنه الأكبر، العباس (الذي لُقِّب لاحقًا بعبد البهاء)، ووصفه بأنه "الفرع الأعظم"، مُتنبئًا بوضوحٍ بتعيينه خليفةً له في المستقبل، ولكن دون تسميته مباشرةً.
- سورة الاسم،[1] طالبةً من المُلقَّى أن يُحرِّر نفسه من الأسماء والصفات، وأن يُعلن البشارة، وداعيةً الناس إلى تحرير أنفسهم من عبودية الذات. سورة اسمنا المرسل، وهي تأملات تُركّز على اسم الله "المرسل"، وتجلياته الحالية والمستقبلية.
- سورة الجواد،[1] وهي تذكيرٌ بعبدة الأصنام من الماضي، وإدانة تقليدهم الأعمى.[34]
- سورة الخطاب،[1] وهي تُشيد بمن قرأها لتقصيره في إدراكه قبل إعلان حضرة بهاء الله، وتطلب من البابيين الاعتراف به كعودة حضرة الباب.
- سورة المعاني،[1] وهي سورة كُتبت في مدح الله ورسله. سورة القاهر [لوح إلى القاهر]، حيث يؤكد هويته الصوفية مع الباب، ويتناول اعتراضات معينة بشأن ادعائه الذي طرحه أتباع الباب، ويرثي معاملتهم له، ويعرب عن مخاوفه على "من سيأتي بعدي"، وهو ما كرره في سورة الهيكل.
- سورة القلم [سورة القلم]، احتفالًا بعيد الرضوان.
- سورة القميص [سورة القميص]، التي تشكل حوارًا بين الباب وبهاءالله، وتعلن عودة الباب في شخص بهاءالله؛ وتوبيخ البابيين على إنكارهم، وطلب من أحد متلقي اللوح أن يضعه، مثل قميص يوسف في الكتاب المقدس، على وجهه. سورة السلطان [لوح إلى سلطان آباد]، موجهة إلى عدد من أتباعه في مدينة سلطان آباد، حيث أثنى عليهم وشجعهم، مع رسالة إلى أزل يوبخه فيها على سلوكه العدائي، ويشجعه على التوبة، ويؤكد له أنه لا يحمل له أي بغضاء.
- سورة الوفاء[1] [سورة الإخلاص]، تدعو المتلقي إلى أن يكون مثالاً للوفاء، وتؤكد هوية بهاء الله الصوفية مع الباب، وتجيب على عدة أسئلة.
- سورة الزيارة[1] [سورة الزيارة]، موجهة إلى الملا حسين، أول من آمن بالباب.
- سورة الزهور[1] [سورة الوحي] التي تؤكد أن وحيه شهادة من الله على فصل الحق عن الباطل. لوح نابليون [اللوح الأول إلى نابليون الثالث]، يصف معاناة بهاء الله وأتباعه، ويؤكد براءتهم، مشيرًا إلى بيانين أصدرهما نيابةً عن المضطهدين، وحثّ نابليون على التحقيق في ظروف المضطهدين، بمن فيهم بهاء الله ورفاقه المنفيون.
- لوح السلطان[1] [لوح إلى ملك فارس] موجه إلى ناصر الدين شاه، وهو أطول ألواح بهاء الله المرسلة إلى ملك، وقد فقد الرسول الذي سلّمه حياته نتيجةً لذلك. سورة الرئيس، كُتبت إلى علي باشا، رئيس الوزراء العثماني، عندما كان بهاء الله، مع أتباعه وعائلته، يُنفون من أدرنة عبر غاليبولي إلى مدينة السجن عكا؛ تصف طرده من أدرنة، وتُجيب على سؤال حول طبيعة الروح من أحد الأتباع، وتُعاتب علي باشا على إساءة استخدام السلطة.
- لوح السراج[1] [لوح النوراني]، يكشف عن حقائق غير صحيحة ادعاها ميرزا يحيى وأتباعه بشأن بهاء الله، ويشرح سبب تعيين الباب ليحيى في منصب سلطة في الجماعة البابية على الرغم من إدانة بهاء الله له في العديد من كتاباته.

## 1868–1892، المنفى في عكا
أدى الانقسام بين بهاء الله وأزال، ومحاولة فصيل أزالي تشويه سمعة بهاء الله لدى السلطات العثمانية، إلى مزيد من نفي بهاء الله، مع معظم عائلته وأتباعه، هذه المرة إلى مدينة السجن عكا في سوريا العثمانية. أُرسل أزال وحفنة من أتباعه إلى فاماغوستا، في جزيرة قبرص. غادرت المجموعتان، برفقة حراسة مسلحة، أدرنة معًا في 12 أغسطس 1868، ووصل بهاء الله ومجموعته إلى عكا عن طريق البحر في 31 أغسطس. كانت الظروف في قلعة الثكنات خلال العامين الأولين فظيعة، وتحسنت عندما نُقل السجناء إلى الحبس في المدينة في نوفمبر 1870. ونتيجة للإطاحة بالسلطان عبد العزيز في عام 1876 تم إلغاء أمر السجن، وتمكن بهاءالله أخيرًا من مغادرة عكا، حيث أقام أولاً في فيلا قريبة قبل أن ينتقل إلى قصر البهجة، حيث توفي في 29 مايو 1892.
ركزت كتابات بهاءالله في هذا الوقت على اختتام رسائله الإعلانية إلى الملوك والحكام، وكتابه عن القوانين، كتاب الأقدس، والرسائل التي تشرح المبادئ الاجتماعية العالمية الموحدة لإيمانه الجديد.

### الفترة الأولى في عكا، 1868-1873
خلال هذه الفترة الأولى في عكا، والتي عانى فيها بهاء الله وعائلته وأتباعه من ظروف وحشية في ثكنات القلعة، ركزت كتابات بهاء الله على مواصلة دعوته للملوك والحكام والتي بدأها في أدرنة.
- لوحي باب[36][1] [لوح إلى البابا بيوس التاسع] حيث يدعي بهاءالله أنه عودة المسيح التي يتوقعها المسيحيون، ويحذر من السماح للتعلم البشري بإخفاء الحقيقة، ويدعو الرهبان للخروج من العزلة، ويدعو أتباع جميع الأديان إلى الاندفاع نحو المحيط العظيم الذي يدعمهم؛ ويوجه البابا إلى بيع ممتلكاته التي لا تقدر بثمن وإنفاقها في سبيل الله.
- لوح نابليون الثاني[37][1] [اللوح الثاني إلى نابليون الثالث]، كتب ردًا على تعليقات نابليون الثالث الساخرة على لوحه الأول، يدعو بهاء الله البابا إلى "إخبار الكهنة بعدم قرع الأجراس بعد الآن"، معلنًا أنه هو الذي وعده المسيح، ويدعو الرهبان إلى الخروج من العزلة؛ يسرد معاناته أثناء نفيه، ويوجه الإمبراطور لحماية رعيته بالعدالة، ويكلفه وشعب العالم بتعليم أمر الله من خلال قوة النطق، وأن يكونوا جديرين بالثقة، وأن يخفوا خطايا الآخرين.
- لوح مالك روس[1] [لوح للقيصر ألكسندر الثاني]. يُبلغ بهاء الله القيصر أنه استجاب لرغبته السرية، ويثني عليه لأنه عرض المساعدة، من خلال أحد وزرائه، عندما كان مسجونًا في زنزانة طهران. وبعد أن دعاه ليكون بطلاً لقضية الله، وأعلن أنه، بهاء الله، هو الموعود من قبل كل من إشعياء والمسيح، حذر من زوال الممتلكات الأرضية.
- "اللوح الملكي[1] [لوح إلى الملكة فيكتوريا]، الذي يمتدح فيه الملكة على الديمقراطية البرلمانية البريطانية وإلغاء تجارة الرقيق، ويذكر أن الوعود في الإنجيل المسيحي قد تحققت، ويقرر أن "الأداة الأقوى لشفاء العالم أجمع هي اتحاد جميع شعوبه في قضية عالمية واحدة وإيمان مشترك واحد"، ويعطي تعليمات لملوك الأرض فيما يتعلق بإنفاقهم والحصول على السلام الدائم.
- سوري الهيكل[38] [سورة الهيكل]. بدأ في أدرنة واكتمل في عكا، حيث حدد بهاء الله نفسه باعتباره الهيكل الموعود الذي من خلاله سيتم خلاص إسرائيل والبشرية جمعاء، ودمجه مع ألواحه إلى البابا بيوس التاسع، والإمبراطور نابليون الثالث، والقيصر ألكسندر الثاني، والملكة فيكتوريا، وناصر الدين شاه.

وقد توج بهاء الله دعوته للملوك والحكام بكتاب الأقدس، الذي كان أيضًا المصدر الرئيسي لقوانين وأحكام الدين البهائي:
- الكتاب الأقدس. الكتاب المركزي للدين البهائي، حيث يحدد بهاء الله القوانين البهائية، ويتناول موضوعات مثل المؤسسات البهائية والمبادئ الاجتماعية، ويحذر من التعصب والنزاع والخلاف، ويصف الفضائل بما في ذلك العفة والصدق واللياقة والعدالة والنظافة والتسامح.

ومن الأعمال الأخرى التي كتبت خلال هذه السنوات المبكرة في فترة عكا:
- لوح رايس [رجل للرئيس]. في هذه اللوحة الثانية إلى رئيس الوزراء العثماني "أول باشا"، يحذره بهاو الله بسبب قسوته وعن معاملته للبهاوية المسجونين في قلعة "أككا"، محذراً منه من عدم استمرار سلطته الدنيا. يذكر بهاء الله أيضاً لوحة سابقة أرسلها أثناء رحلته إلى أكة من إديرن، حيث طلب لقاء شخصي معه، والتي لم تتحقق أبداً.
- لوح أيهباب[1] [لوحة الأصدقاء]، حيث يقدم نصيحة وتأمين وتشجيعًا لمتابعه، ويحثهم على الابتعاد عن أشياء العالم، والوحدة، وتعزيز قضية الله ؛ وإعلان حزنه تجاه أولئك، بما في ذلك البابيين، الذين رفضوا رسالته.
- لوح -أقداس[1] [أقداسة اللوحة / اللوحة للمسيحيين]. يعلن بهاء الله، وهو مُكَاتِبٌ لمُسيحيٍ لم يُسمَه، و للمسيحيين بشكلٍ عام، بما في ذلك رجال الدين، عن موقفه كتحقيقٍ لتنبؤات المسيحيّة، ويحذر المسيحيين من عدم التعرف عليه. تُنهي اللوحة بسلسلة من المباركات مماثلة لخطبة الجبل
- لوح باكا[1] [لوحة الخلود]، تقدم للمستلم ضمانًا لوضع مرتفع في العالم المقبل، ومشورة به بخدمة قضية الله وممارسة الانفصال.
- لوح باسيطاتول-حقق[1] [لوحة على الواقع غير المشترك]. يُنير المستلم على تصريح من الفيلسوف موللا سدرة يعلن أن "الحقيقة غير المتكاملة هي كل الأشياء" ويقدم تفسيرًا للفارق و/أو التشابه بين "وحدة الكون" و"وحدة المظاهر".
- لاه-فوهاد [رجل للفوهاد باشا] موجه إلى سـهايكـه كازيم-سـماندار، أحد رسل بهاء الله، وكتب بعد وفاة فوهاد باشا، وزير الخارجية الإمبراطورية العثمانية ومرافق لـ العلي پاشا، الذي نفى بهاء الله إلى مدينة عقوبة أككا. بعد أن تم تنبيه فوهاد پاشا بعد ذلك يتوقع سقوط السلطان والعلي پاشا الكبار، والتي حدثت بعد ذلك قريبا. كان من خلال تحقيق هذا النبوءة أن ميرزا أبو الفاضل أحد أبرز علماء البهائيين، أصبح مؤمنًا.
- لوح هيرتيك[1] [رجل لجورج ديفيد هارديغ]. خطاب إلى جورج ديفيد هارديغ أحد مؤسسي الجمعية الألمانية المعبدية ورئيس المجتمع في حيفا، داعيه للتفكير في تسلط و حلوه كلمة الله التي من خلالها يتمكن من ذوي الاهانة من أن يرتفع والعكس صحيح. يستخدم بهاء الله أيضاً علم الحروف وقيمها العددية من أجل شرح معنى الأسماء المحددة، ويؤكد أنه هو وهارديغ يثيرون نفس الروح الإلهية.
- لوح حسين[1] [لوحة إلى حسين]. يخبر المستلم بالتواصل مع الله وأن يكون على غفلت عن أي شيء غيره؛ يرتبط كل الخلق بالمرايا التي تعكس ضوء شمس الحقيقة إلى حد ما يتحولون إليه؛ يؤكد القوة الشافية والطهرية لمحبة الله؛ يلوحظ أن نبي الله لن يوافقوا على الاضطهاد إذا انتهت الحياة البشرية بالموت البدني.
- لوح رويا[1] [لوحة الرؤية]. يروي رؤية لجنة السماء تم تجسدها باعتبارها الروح القدس، تحتفل بذكرى ميلاد الباب.
- لوح صهاب[1] [لوحة السحابة]، التي ذكرت بها بهاء الله لوحاته الأخيرة إلى ناصر الدين شاه ونابليون الثالث، يرفض الأهمية النبوية للأرض المقدسة ونفره، ويقدم نصائحًا لمتابعه حول أفضل طريقة لإعلان رسالته.
- لوح-ي-سلمان الثاني[1] [اللوحة الثانية إلى سلمان]، مما يثير الانتباه إلى مرور العالم المادي والعواقب على أولئك الذين يواصلون الغرق فيه.
- لوح الشيخ فاني[1] [لوحة إلى الشيخ فانى]. يؤكد أن المؤمن الحقيقي في وحدة الله يجب أن يعتبر الله فوق أي مقارنة قد قاربها الناس به، مما يشبه هذا المفهوم بالعلاقة بين الفني وعمله. يوضح طبيعة التسليم لنفسه لإرادة الله.
- قد إيثاراقالمولخليسون[1] [ لوح النار ]، مكتوب في النص المُنطق في استجابة لسؤال من قبل مؤمن بهائي من إيران، تشكل هذه اللوحة محادثة بين بهاء الله وإله، الذي يفسر له بهاء الله معاناته.
- صلات ماييت[39] [الصلاة للميتين]. الصلاة الوحيدة البهائية في الجمعية، التي قيل قبل الإدمان من قبل شخص واحد بينما يبقى جميع الآخرين الحاضرين صامتين.
- السوال والجواب[1] [أسئلة وأجوبة]، التفسيرات والجوابات على الأسئلة المتعلقة بالقوانين في الكتاب الأقداس.
- سوري-أمين[1] [لوحة إلى أمين]، حيث يشيد المتلقي بقراراته، وذكر الشاب، بادي"، الذي دفع التضحية النهائية لتسليم رسالة بهاء الله إلى نصير الدين شاه.
- سوري هيفز[1] [سورة الحماية]، تعليقًا على معارضة ميرزا ياهيا لبهاء الله، وخطة قتل بهاء الله التي تم إحباطها من خلال الحماية الإلهية، وعرض الغفران من قبل بهاء الله في حالة توبة ميرزا ياهي.

### الفترة الوسطى والمتأخرة في عكا، 1873-1892
خلال السنوات التسعة عشر الأخيرة من حياته، كتب بهاء الله العديد من أعماله الأكثر أهمية والتي حددت بشكل أساسي المبادئ، والتي يركز العديد منها على التعاليم الأساسية للدين البهائي:
- الإشراقات[1]، تغطي جوانب مختلفة بما في ذلك شرح مبدأ العصمة، ومناقشة الفضائل الشخصية، وخاصة الأمانة، وتشرح السلطة المتعلقة بمظاهر الله، وتسرد الإشراقات التسعة، وهي: الدين كوسيلة لكل الرخاء والتقدم البشري؛ تعزيز "السلام الأصغر" من قبل حكام العالم؛ طاعة وصايا الله؛ أهمية الشخصية المستقيمة وأداء أعمال الخدمة؛ الحكومات للحكم بالعدل والإنصاف؛ إنشاء لغة عالمية من أجل تحقيق الوحدة لجميع البشرية: تعليم الأطفال وأهمية حالة الأبوة والأمومة؛ مسؤوليات رفاهية البشرية الممنوحة لبيت العدل؛ الدين أقوى أداة في إقامة وحدة العالم.
- كلمات الفردوس،[1] تعلن عن إحدى عشرة ورقة من أوراق الجنة: خوف الله؛ الدفاع عن قضية الدين؛ القاعدة الذهبية؛ أن يتمتع الحكام بالأخلاق الحميدة ويمارسون العدالة، على النقيض من محمد شاه؛ أهمية الحكمة وارتباطها بالثواب والعقاب؛ العدالة؛ وحدة البشرية؛ تدريب وتعليم الأطفال؛ الاعتدال؛ نبذ الرهبنة والزهد؛ تجنب الصراعات الدينية والخلافات.
- لوح المقصود،[1][40] يحدد التعاليم اللازمة لإرساء السلام العالمي، بما في ذلك التعليم الشامل، والعدالة، والوحدة، والحكمة، والاعتدال، والتشاور، وخدمة الجنس البشري، والحاجة إلى أن يضع حكام العالم أسس "السلام الأصغر"، وإنشاء نص ولغة عالمية، واحترام قوة الكلام البشري، وخاصة كلمة الله، "المفتاح الرئيسي للعالم أجمع".
- يؤكد لوح الدنيا (لوح العالم) على العديد من التعاليم الاجتماعية لبهاء الله بما في ذلك الانفصال عن الرغبات الدنيوية، والعيش حياة فاضلة، وتجنب الخلاف والصراع، ومراعاة المجاملة، وتعزيز الزمالة بين جميع الشعوب والارتباط بأشخاص من جميع الأديان، وتعزيز السلام الأصغر، واعتماد لغة عالمية والتعليم العالمي للأطفال، وإقامة حكومة دستورية والاعتراف بأهمية الزراعة.
- التجليات[1] تشرح أربعة جليات وهي معرفة الله من خلال ظهوره، والثبات في سبيل الله، وتحصيل العلم النافع للبشر، وموضوع الألوهية والربوبية وما شابه ذلك.
- الزخارف[1]، تتضمن ستة عناوين تتعلق بالصفات التي ينبغي لكل فرد أن يهدف إلى تحقيقها: معرفة الذات واكتساب مهنة مفيدة، والزمالة مع أتباع جميع الأديان، والسعي إلى حسن الخلق، وممارسة الأمانة، وأهمية الحرفية، واكتساب المعرفة، وأهمية الإنصاف والصدق في التقارير الصحفية.
- "بشارات" (بشارة) تتألف من خمسة عشر بندًا: إلغاء الجهاد، والشركة مع أتباع جميع الأديان، واعتماد لغة مساعدة عالمية، وجوب خدمة الملوك العادلين، وطاعة الحكومة، وإقامة "الصلح الأصغر"، والحرية في اختيار الملابس وشعر الوجه، وترك الرهبنة، والتركيز بدلاً من ذلك على العمل من أجل تحسين البشرية، وإلغاء قانون الباب بشأن إتلاف الكتب، وتشجيع دراسة الفنون والعلوم، والانخراط في مهنة تُعطى مكانة العبادة، وإسناد شؤون الناس إلى بيت العدل الأعظم، ويلغي شرط القيام برحلات خاصة لزيارة قبور الموتى، ويوصي بمزيج من الملكية الدستورية جنبًا إلى جنب مع الديمقراطية التمثيلية في إدارة الشؤون الإنسانية.
- معبد الوحدة [جهاز لوحي إلى Manikchi Sahib]. يتكون هذا الكتاب من 19 فقرة، يؤكد على عالمية ادعاء بهاء الله النبوي، ويوضح العديد من التعاليم البهائية المركزية.

خلال هذه الفترة تناولت كتابات بهاءالله أيضًا مسائل ذات طبيعة فلسفية ولاهوتية:
- عبدالوهاب[1] [لوحة إلى 'عبدالواهاب]. يتعامل مع سؤال يتعلق بالروح البشرية والبقاء عليها بعد الموت، يشير إلى حالة الروح في العالم الآخر التي لا يمكن وصفها، ويؤكد أنه من أجل حماية الجنس البشري قد أخفى الواقع الحقيقي لهذه الموضوع.
- لوح -اي-امج[1] [لوحة الأمواج]. يشرح أن بحر التعبير قد طاف بأربعة موجات: نور الوحدة سوف يضيء العالم كله؛ الثقة هي الملابس الأكثر ملائمة؛ تجاوز الله؛ إلقاء جانبا أسباب التذل من أجل التمسك بقوة من تلك الأشياء التي تؤدي إلى التكبير.
- لوح بسميليه[1] [جداول "بإسم الله"]. في هذه اللوحة، يؤكد بهاء الله على أهمية التحقيق المستقل في الواقع الروحي في تحقيق النضج، بما يتضمن فهم لماذا يختار البعض اتباع طريق الإيمان بينما لا يختار الآخرون؛ ويعالج لماذا يعتقد كل دين أنه يملك حقًا حصريًا ولماذا تم رفض الأنبياء في الماضي في البداية.
- لوح بورهان[1] [لوحة الدليل]. يستخدم لغة قوية، ويحكم بهاء الله اثنين من رجال الدين الشيعة على مشاركتهم في شهادة اثنين من البهائيين البارزين؛ ويضع المتطلبات الروحية الأساسية للمتعلمين الحقيقيين، ويدعوهم إلى فحص كتاباته من أجل تحديد حقيقة قضيته.
- لوح هفت Purish[41] [جداول الأسئلة السبع]. إجابات على الأسئلة المسيحية واللاهوتية والاجتماعية من زروشتي بارز يعيش في يزد.
- لوح الحق الناس[42] [لوحة حق الناس]. كتب في إجابة على سؤال حول كيفية تأثير الأعمال في العالم المادي على العدالة في العالم التالي، يشرح الطابع المماثلي لهذا العالم: كل ما موجود في العالم المادية يتضح في العالم الإلهي، وبالتالي الأشياء في العالم الروحي لها خصائص مختلفة تماما عن تلك في العالم الميداني.
- قانون حكم (لوحة الحكمة)، التي يقدم فيها إرشادات بشأن السلوك الفردي، يقدم معتقدات أساسية لبعض الفلاسفة في اليونان القديمة، بما في ذلك أمبيدوكلس، وبيثاغوراس، وهيبوكراتس، وسوكراتس، وأفلاطون، وأرسطو، وبالينوس، وهرمس، ويصف جوهر وأساسيات الفلسفة الحقيقية.
- لوح إيثي هاد [جداول الوحدة]، تشرح ستة أنواع من الوحدة: وحدة الدين ووحدة الكلمات ووحدة الأفعال الطقوسية ووحدة الرتب والموقف ووحدة الثروة ووحدة النفوس.[43]
- لوح جمال[1] [رجل لـ جمال بورويريدي]. نصيحة المستلم بأن يظهر الحب والخضوع والانفصال عند التواصل مع الأشخاص الذين لديهم وجهات نظر مختلفة، مع الأخذ في الاعتبار حقيقة أن كل روح خلق بحالة تفهم مختلفة.
- لوح كريم[1] [رجل لكاريم]. شرح الطرق التي يدرك بها الناس الحقيقة، بعضهم يدركونها على الفور وبعضهم يحتاجون إلى مساعدة المعلم، وأوضح المزيد أن البعض يمكن أن يُعلم بكلمات، وبعضهم بالأفعال والأفعال، وبعضه البعض عن طريق المثال. كما يقول بهاء الله أن الغرض من إعلانه ليس أن يفرض أوامرًا على الأرض، بل أن يظهر دليلاً على الكمال في الأرواح البشرية، بحيث يمكن أن يرفع روحهم وأن تصبح الأمور التي يصعب عقولهم فهمها واضحة. كما يدان النظريات الخيالية من بعض المسلمين عن الموعد.
- لوح ركشا[1] [لوحة الثعبان الشعراء]. يصف الغضب والعدالة الإلهية التي تم إدارتها على اثنين من أعضاء رجال الدين الشيعة بسبب مشاركتهم في شهادة اثنين من البهائيين البارزين، كما ذكر في Lawh-i-Burhan، ويقدم الثناء لبعض من أتباعه.
- لوح-سيد ميهيدي-دحجي[1] [لوحة إلى سيد ميهيدى-دحاجي]. يثني على معلم بارز في الإيمان الباهائي ويؤكد على قوة الكلام كفتاح للنصر، الذي يجب تقديمه بذكياء وحكمة، واعتدال، وروح نقي.
- سوري-دبي[1] [رجل لـدبي]. يدعو البهائيين إلى إظهار سلوك صواب، وطبيعة أخلاقية عالية، والالتزام بالسلطة الدنيوية، مع تحذير من أن أفعال الأشخاص الذين يدعون أنهم أتباعه يسببون ضرر أكبر لقضائه من سجنه والاضطهاد.
- تفسر-فاش-شمس[1] [تعليق على سورة الشمس]. يعطي تفسيرًا شاملًا لسورة قصيرة من القرآن، ويربط عددًا من المعاني الرمزية للكلمة "الشمس"، ويكشف عن معاني لا حدود لها من كلمة الله التي يجب فهمها وفقاً لمعانيها الخارجية والداخلية وكشف عنها فيما يتعلق بقدرة المستمعين.
- زيارات-ناميه[1] [لوحة الزيارة]. عنوان فئة من الصلاة التي كتبت في أوقات مختلفة على شرف بعض الناس الذين توفوا. تم جمع الأكثر شهرة من قبل نبيل زاراندي بعد وفاة بهاء الله، وغالبا ما يقرأ في مقبرة.

وقد أكدت الأعمال الثلاثة الرئيسية التالية، التي كتبها في سنواته الأخيرة، على صحة الدين الجديد ووضعت الأحكام اللازمة لتنظيمه ونشره:
- لوح الكرمل،[44] كتب أثناء زيارة لجبل الكرمل على شكل حوار بين بهاءالله والجبل، حيث يدعوه للوحتفال بحقيقة أن الله قد أقام عرشه عليه؛ ويعتبر هذا بمثابة نبوءة تتنبأ ببناء مرقد الباب وإنشاء المركز البهائي العالمي وبيت العدل الأعظم.
- لوح ابن الذئب (رسالة إلى ابن الذئب)،[45] آخر عمل رئيسي لبهاء الله، وثالث أطول عمل، موجه إلى ابن أحد الملا الشيعة البارزين في شيراز والذي كان معروفًا باضطهاده الوحشي للبهائيين، وكانت معاملته للبهائيين لا تقل قسوة عن معاملة والده. ويحذره بهاء الله من عواقب أفعاله، ويكشف له عن دعاء يستطيع من خلاله أن يطلب المغفرة، ويشاركه ملخصًا طويلًا لتعاليمه الرئيسية، مقتبسًا على نطاق واسع من كتاباته السابقة باستخدام صياغة مختلفة قليلاً عن النص الأصلي.
- كتاب العهد[45] وصية حضرة بهاء الله الأخيرة، التي عيّن فيها بوضوح ابنه الأكبر، عبد البهاء، الفرع الأعظم، خليفته، وأوضح أنه حيث أشار في أعمال سابقة إلى عبد البهاء، فإنه كان يشير إلى عبد البهاء. وبالتالي، عندما توفي بهاء الله في 28 مايو/أيار 1892، تمت قراءة الوصية علناً، ولم يكن هناك أي شك في البداية بشأن من ينبغي للمؤمنين أن يلجأوا إليه.

## الأهمية الدينية
تشكل كتابات بهاء الله، إلى جانب كتابات الباب وعبد البهاء (والنصوص الموثقة لأحاديث عبد البهاء)، الكتب المقدسة للدين البهائي. تشكل هذه النصوص، إلى جانب النصوص التي ألفها شوقي أفندي وبيت العدل الأعظم، "النصوص القانونية" للدين البهائي. تعتبر النصوص القانونية ذات سلطة، في حين تعكس الأدبيات البهائية الأخرى آراء الأفراد أو المنظمات البهائية ولكن قد تكون موضع نزاع من قبل البهائيين الآخرين.
تعتبر جميع أعمال بهاء الله بمثابة وحي من قبل البهائيين، بما في ذلك تلك التي كتبت قبل أن يعلن عن ادعائه النبوي في عام 1863. تعتبر كتابات بهاءالله والباب بمثابة وحي لأنها تأتي من مظاهر الله. وبالمثل، ينظر البهائيون إلى كتابات المظاهر السابقة لله - مثل بوذا وعيسى ومحمد - باعتبارها وحيًا مثل كتابات بهاء الله، على الرغم من أن ليس كل النسخ الموجودة من هذه الكتابات تعتبر محفوظة بشكل جيد. إن الوصايا الواردة في كتب مظاهر الله قبل حضرة بهاءالله (بما في ذلك حضرة الباب) تعتبر مستبدلة بالقوانين البهائية.

## الاستقبال الأدبي
ثلثي كتابات بهاء الله باللغة العربية والباقي إما باللغة الفارسية أو مزيج من المقاطع العربية والفارسية. وفقًا لجون والبريدج، وهو باحث في الفلسفة الإسلامية والتاريخ الفكري الإسلامي، كتب بهاءالله باللغة العربية النظيفة والأنيقة، وخالية نسبيًا من العناصر غير التقليدية لأسلوب الباب والزخرفة المفرطة في اللغة العربية الأدبية لمعاصريه. والشيء نفسه ينطبق على أسلوبه الفارسي. أسلوبه صارم، موجز، وراقي - ترجم بشكل جيد إلى الإنجليزية الملك جيمس المستخدمة عادة في الترجمات البهائية لكتاباته.
يعتقد إدوارد جي براون، وهو عالم بريطاني متخصص في الشؤون الإيرانية معاصر لبهاء الله، أن بهاء الله أحدث تطوراً ملحوظاً في الأسلوب في كل من اللغتين الفارسية والعربية. وصف براون كتاب اليقين الذي كتبه بهاءالله بأنه "عمل ذو قيمة عظيمة، قوي في الأسلوب، واضح في الحجة، مقنع في الإثبات، ولا يُظهر معرفة ضئيلة بالكتاب المقدس والقرآن والتقاليد". كما اعتقد أن كتاب اليقين الذي كتبه حضرة بهاءالله، من حيث قوة أسلوبه وإيجازه، يشبه كتاب "شهار مقالة" (الأحاديث الأربعة) لنظامي أروزي، والذي كتب منذ ما يقرب من سبعة قرون. يُعتبر كتاب "شهار مقالة" تحفة فنية من روائع النثر الفارسي. وبالمثل، يعتقد شابور راسخ أن الكتابات الفارسية لبهاءالله تضاهي أرقى النثر الفارسي الكلاسيكي.
أجرى سهيل بشروي، وهو باحث لبناني في اللغة العربية، تحليلاً معمقاً للأسلوب العربي في كتابات بهاء الله، وخاصة كتاب الأقدس. وفقًا لبشروئي، فإن أسلوب بهاء الله موجز في الشكل ولكنه غني بالمعنى؛ فهو يتضمن عناصر من كل من الشعر والسجع، ولكنه يتجاوز حدود أي منهما. إن تعبيراتها تمتلك سلامة ودقة مطلقة تتجاوز حدود التحليل الأدبي. ويتم استخدام التشبيهات والاستعارات والمجاز وغيرها من الزخارف اللغوية بشكل حيوي، مما يوضح تلك المهارة الفائقة في استخدام اللغة العربية والتي يطلق عليها "البديع "، والتي تدل على فن التعبير السامي والمبتكر. إن السمات المميزة لهذا النوع من الكتابة هي دقته التي لا مثيل لها، وتدفقه الرشيق والجذاب، واقتصاده العفيف في التعبير، وحرفيته التي لا تضاهى، وإتقانه الهائل للغة في كل تشعباتها المتعددة. إن الجلالة تتحد مع النعمة، والرقي مع البساطة، والقوة مع الرقة، والقوة مع الجمال، والسلطة مع الشفقة. النص غير متضرر من افتقاره إلى بنية أدبية تقليدية، بل وأكثر فعالية من ذلك.
يتألف جزء كبير من كتاب الأقدس من نوع من النثر المقفى - وهو شكل أدبي يحظى بتقدير كبير ويتميز بالإيقاعات الإيقاعية والاستخدام المتكرر للقوافي النهائية - والذي يذكرنا بلغة القرآن، ولكنه مختلف تمامًا عنها. إنه مثال رائع على أسلوب الكتابة المصقول الذي وصفه العرب بأنه "سهل ولكنه بعيد المنال": وهو أسلوب، بعبارة أخرى، يخفي تدفقه السلس الإتقان التام الذي دخل في تأليفه. من سمات هذا الأسلوب هو الإيجاز الاستثنائي في العديد من عباراته. في مواجهة التحدي المستحيل تقريبًا ليس فقط المتمثل في إعادة إنتاج معنى ومعنى كتاب الأقدس بأمانة، ولكن أيضًا في نقل شيء من بلاغته التي لا مثيل لها، واجه المترجمون مهمة هائلة. ينقسم كتاب الأقدس إلى عدة مئات من الآيات، والتي تم تجميعها في النسخة الإنجليزية في فقرات مرقمة. إنهم لا يلتزمون بأي شكل أدبي محدد في اللغة العربية، فهم أغنى من النثر ولكنهم يفتقرون إلى التعقيد والأسلوب الشعري. لذلك فإن الأسلوب عبارة عن مزيج دقيق من السمات التي تنتمي إلى كل من النثر والشعر، مع موسيقى معتدلة من خلال انضباط التعبير الدقيق والواضح. هناك جناس، وتجانس، وتكرار، ومحاكاة صوتية. يختلف جرس الموسيقى من موضوع إلى آخر، لكنه يظل مرتبطًا بشكل متكامل بالصوت المهيب، والإيقاعات المثيرة، والإيقاعات المهتزة للغة العربية التي تم تأطيرها فيها. من السمات البارزة لإيقاع كتاب الأقدس هو استخدامه لإيقاعات متكررة مختلفة - مزدوجة، أو ثلاثية، أو رباعية - بطريقة لا يمكن إعادة إنتاجها إلا بشكل غير كامل في اللغة الإنجليزية. بالإضافة إلى ذلك، يستخدم كتاب الأقدس تقنيات أدبية أخرى مثل التجاور، والتضاد، والاستعارة، وتناوب الأشخاص، والتشخيص.
إن كتابات بهاء الله ليست كلها بأسلوب واحد؛ فالأساليب تختلف مع مرور الوقت وتعتمد على الموضوع والجمهور الموجه إليه. في سورة الهيكل، يذكر بهاء الله أنه كشف عن أعماله في "تسعة أنماط مختلفة". ورغم عدم صدور أي توضيح من حضرة بهاء الله نفسه لهذه "الأساليب التسعة المختلفة"، فقد تم تحديدها مبدئيًا من قبل العالم البهائي فاضل مازنداراني على النحو التالي:
1. ألواح تحمل نبرة الأمر والسلطة.[61]
2. أصحاب نبرة العبودية والتواضع والتوسل.[61]
3. كتابات تتناول تفسير الكتب المقدسة القديمة والمعتقدات الدينية وعقائد الماضي.[61]
4. كتابات تم فيها فرض القوانين والأحكام لهذا العصر، وإلغاء قوانين الماضي.[61]
5. الكتابات الصوفية.[61]
6. الألواح المتعلقة بأمور الحكومة والنظام العالمي، وتلك الموجهة إلى الملوك.[61]
7. ألواح تتناول موضوعات التعلم والمعرفة والفلسفة الإلهية وأسرار الخلق والطب والكيمياء وما إلى ذلك.[61]
8. ألواح تحث الرجال على التعليم، والشخصية الحسنة، والفضائل الإلهية.[61]
9. ألواح تتناول التعاليم الاجتماعية.[61]

- الانتقال من اللغة الفارسية الكلاسيكية إلى أسلوب مستقل: أظهرت الأعمال المبكرة التزامًا وثيقًا باتفاقيات الأدب الفارسي الكلاسيكي، وتطورت تدريجيًا إلى أسلوب فريد ومستقل يتجاوز المعايير الأدبية التقليدية.[62]
- اللغة المبسطة للخطابات العامة: في مخاطبته للجمهور العام، استخدم بهاء الله لغة أبسط وأكثر سهولة في الوصول إليها، وهو ما كان واضحًا في خطاباته العامة وألواحه الموجهة إلى أتباع الديانات والمجموعات الاجتماعية الأخرى.[62]
- زيادة استخدام المفردات العربية الصعبة: أصبح استخدام المفردات العربية، وخاصة الكلمات الصعبة والمعقدة، أكثر انتشارًا في الأعمال اللوحقة.[62]
- الأساليب الزخرفية المختصرة: لقد تقلص استخدام الزخارف الأدبية، مثل الإشارات الشعرية والاستعارات، تدريجيًا، مما أفسح المجال لأسلوب أكثر مباشرة وإيجازًا.[62]
- الجمل الأطول: كانت الجمل في كتابات بهاء الله تميل إلى أن تصبح أطول، مما يسمح بتعبيرات أكثر تعقيدًا ودقة عن الفكر.[62]
- تقوية البنية والبلاغة: اكتسبت البنية العامة والبلاغة لنثر بهاء الله قوة ووضوحًا، حيث نقلت حقائق روحية عميقة بسلطة لا تتزعزع.[62]
- تناقص الإيقاع الشعري: أصبح الإيقاع المميز للأعمال السابقة أقل بروزًا مع إطالة الجمل وزيادة استخدام المفردات العربية الصعبة.[62]
- التكيف مع الجمهور: قام بهاء الله بتكييف لغته لتناسب الجمهور المحدد. على سبيل المثال، استخدمت الأعمال الموجهة إلى الزرادشتيين اللغة الفارسية الصرفة، في حين تضمنت الأعمال الموجهة إلى الجماهير المسيحية مصطلحات ومراجع مسيحية ذات صلة بالفترة العثمانية والقاجارية.[62]
- التركيز الشعري: تم تأليف الشعر في المقام الأول خلال فترة بغداد وطهران، في حين ركزت الأعمال اللوحقة بشكل أقل على الموضوعات الصوفية.[62]
- التركيز على عظمة ظهوره: أصبحت الإشارة إلى عظمة ظهور حضرة بهاء الله وأهمية يوم القيامة أكثر وضوحًا في الأعمال المكتوبة بعد فترة أدرنة.[62]

قدم الباحث والمؤلف دينيس ماكويين، وهو بهائي سابق، تقييمًا أدبيًا لكتابات بهاء الله. ويكتب أن الأعمال الشعرية لبهاء الله "مكتوبة بأسلوب أنيق وغير معقد وتتمتع بنضارة كبيرة". وبالمثل، يكتب أن العديد من كتابات بهاء الله المبكرة النثرية "ذات قيمة أدبية حقيقية"، على سبيل المثال، كتاب الإيقان "مكتوب بأسلوب فارسي واضح وأصيل". ومع ذلك، يذكر ماكوين أن أعمال بهاء الله اللوحقة "باستثناءات قليلة فقط، أصبحت مملة ومتكررة، وتفتقر بشكل واضح إلى البراعة اللغوية والطاقة الشعرية التي تميز إنتاجه المبكر".

## روابط خارجية
- كتابات بهاء الله في المكتبة البهائية المرجعية إصدارات إلكترونية قابلة للبحث عن كتابات بهاء الله باللغات الإنجليزية والعربية والفارسية.
- نول الواقع: جرد جزئي لأعمال الشخصيات المركزية في الدين البهائي، وهو كتالوج يتضمن 11600 عملاً منسوبًا إلى بهاء الله
- المكتبة البريطانية: النصوص البهائية المقدسة - الرابط معطل (2024-03) - ربما مؤقتًا، بسبب هجوم إلكتروني كبير على المكتبة البهائية البريطانية. نسخة محفوظة 8 مارس 2023 على موقع واي باك مشين. 23 أكتوبر 2023 نسخة محفوظة 8 مارس 2023 على موقع واي باك مشين. (2019)
- إظهار الإيمان البهائي: القلم أقوى من السيف. معرض كتابات بهاءالله في المتحف البريطاني، لندن (2017).